# دنیس رایلسکی
دنیس رایلسکی (اوکراینی: Денис Юрійович Рильський؛ زادهٔ ۱۲ مهٔ ۱۹۸۹) بازیکن فوتبال اهل اوکراین است.